# Rogatek australijski
Rogatek australijski (Heterodontus portusjacksoni) – gatunek ryby chrzęstnoszkieletowej z rodziny rogatkowatych (Heterodontidae).

## Występowanie i biotop
Występuje w południowo-wschodnim Oceanie Indyjskim i południowo-zachodnim Oceanie Spokojnym – u wybrzeży zachodniej i południowej Australii. Raz stwierdzono go u wybrzeży Nowej Zelandii. Prowadzi przydenny tryb życia, wśród skalistych i piaszczystych wód, do głębokości około 167 m.

## Morfologia
Osiąga długość 1,5 m, ale przeważnie jest to 80–95 cm. Ciało o ubarwieniu szarobrunatnym z ciemnymi pasami zwężające się ku ogonowi, duża i tępo zakończona głowa z wystającymi krawędziami nad każdym okiem. Zęby przednie ostre, tylne spłaszczone. Duże płetwy piersiowe, przed każdą płetwą grzbietową znajduje się kolec.

## Ekologia i zachowanie
W sezonie rozrodczym migruje, przemierzając do 800 km do stałych, zimowych miejsc tarła. Jajorodny – samica składa od 10 do 16 skórzastych jaj. Żywi się skorupiakami, szkarłupniami, krabami i rybami.